# Eleições autárquicas portuguesas de 1989 no distrito de Santarém
| Eleições autárquicas portuguesas de 1989 Distritos: Aveiro \| Beja \| Braga \| Bragança \| Castelo Branco \| Coimbra \| Évora \| Faro \| Guarda \| Leiria \| Lisboa \| Portalegre \| Porto \| Santarém \| Setúbal \| Viana do Castelo \| Vila Real \| Viseu \| Açores \| Madeira |

## Resultados por concelho
Os resultados nos concelhos do distrito de Santarém foram os seguintes:

### Abrantes
| Partido                 | Partido                        | Votos  | %               | +/-   | Vereadores | +/-     |
| ----------------------- | ------------------------------ | ------ | --------------- | ----- | ---------- | ------- |
|                         | Partido Social Democrata       | 8 061  | 33,31 / 100,00  | 12,02 | 3 / 7      | 1       |
|                         | Partido Socialista             | 7 662  | 31,66 / 100,00  | 6,93  | 2 / 7      | 1       |
|                         | Coligação Democrática Unitária | 5 766  | 23,83 / 100,00  | 7,04  | 2 / 7      | 1       |
|                         | Partido Renovador Democrático  | 765    | 3,16 / 100,00   | 10,95 | 0 / 7      | 1       |
|                         | União Democrática Popular      | 684    | 2,83 / 100,00   | 1,87  | 0 / 7      | Estável |
| Votos Inválidos         | Votos Inválidos                | 1 263  | 5,22 / 100,00   | 1,05  |            |         |
| Total                   | Total                          | 24 201 | 100,00 / 100,00 |       | 7 / 7      |         |
| Eleitorado/Participação | Eleitorado/Participação        | 39 770 | 60,85 / 100,00  | 2,42  |            |         |

### Alcanena
| Partido                 | Partido                        | Votos  | %               | +/-   | Vereadores | +/-     |
| ----------------------- | ------------------------------ | ------ | --------------- | ----- | ---------- | ------- |
|                         | Partido Socialista             | 4 428  | 54,80 / 100,00  | 21,60 | 5 / 7      | 2       |
|                         | Partido Social Democrata       | 2 436  | 30,15 / 100,00  | 11,51 | 2 / 7      | 1       |
|                         | Coligação Democrática Unitária | 705    | 8,73 / 100,00   | 4,60  | 0 / 7      | 1       |
|                         | Partido Renovador Democrático  | 186    | 2,30 / 100,00   | 3,48  | 0 / 7      | Estável |
| Votos Inválidos         | Votos Inválidos                | 325    | 4,03 / 100,00   | 0,13  |            |         |
| Total                   | Total                          | 8 080  | 100,00 / 100,00 |       | 7 / 7      |         |
| Eleitorado/Participação | Eleitorado/Participação        | 11 919 | 67,79 / 100,00  | 0,65  |            |         |

### Almeirim
| Partido                 | Partido                        | Votos  | %               | +/-   | Vereadores | +/-     |
| ----------------------- | ------------------------------ | ------ | --------------- | ----- | ---------- | ------- |
|                         | Partido Socialista             | 2 988  | 29,59 / 100,00  | 10,44 | 2 / 7      | 1       |
|                         | Partido Renovador Democrático  | 2 614  | 25,89 / 100,00  | 9,09  | 2 / 7      | 1       |
|                         | Coligação Democrática Unitária | 2 513  | 24,89 / 100,00  | 2,52  | 2 / 7      | Estável |
|                         | Partido Social Democrata       | 1 613  | 15,97 / 100,00  | 4,67  | 1 / 7      | Estável |
| Votos Inválidos         | Votos Inválidos                | 370    | 3,66 / 100,00   | 0,80  |            |         |
| Total                   | Total                          | 10 098 | 100,00 / 100,00 |       | 7 / 7      |         |
| Eleitorado/Participação | Eleitorado/Participação        | 17 344 | 58,22 / 100,00  | 6,70  |            |         |

### Alpiarça
| Partido                 | Partido                        | Votos | %               | +/-   | Vereadores | +/-     |
| ----------------------- | ------------------------------ | ----- | --------------- | ----- | ---------- | ------- |
|                         | Coligação Democrática Unitária | 2 511 | 57,66 / 100,00  | 9,01  | 4 / 5      | Estável |
|                         | Partido Socialista             | 1 250 | 28,70 / 100,00  | 11,45 | 1 / 5      | Estável |
|                         | Partido Social Democrata       | 374   | 8,59 / 100,00   | 0,98  | 0 / 5      | Estável |
| Votos Inválidos         | Votos Inválidos                | 220   | 5,05 / 100,00   | 1,02  |            |         |
| Total                   | Total                          | 4 355 | 100,00 / 100,00 |       | 5 / 5      |         |
| Eleitorado/Participação | Eleitorado/Participação        | 6 732 | 64,69 / 100,00  | 4,32  |            |         |

### Benavente
| Partido                 | Partido                        | Votos  | %               | +/-   | Vereadores | +/-     |
| ----------------------- | ------------------------------ | ------ | --------------- | ----- | ---------- | ------- |
|                         | Coligação Democrática Unitária | 4 488  | 55,24 / 100,00  | 13,49 | 4 / 7      | 1       |
|                         | Partido Socialista             | 2 120  | 26,09 / 100,00  | 14,13 | 2 / 7      | 1       |
|                         | Partido Social Democrata       | 1 159  | 14,26 / 100,00  | 2,46  | 1 / 7      | Estável |
| Votos Inválidos         | Votos Inválidos                | 358    | 4,41 / 100,00   | 1,83  |            |         |
| Total                   | Total                          | 8 125  | 100,00 / 100,00 |       | 7 / 7      |         |
| Eleitorado/Participação | Eleitorado/Participação        | 14 066 | 57,76 / 100,00  | 6,49  |            |         |

### Cartaxo
| Partido                 | Partido                        | Votos  | %               | +/-   | Vereadores | +/-     |
| ----------------------- | ------------------------------ | ------ | --------------- | ----- | ---------- | ------- |
|                         | Partido Socialista             | 4 277  | 37,90 / 100,00  | 2,44  | 3 / 7      | Estável |
|                         | Partido Social Democrata       | 3 052  | 27,05 / 100,00  | 9,26  | 2 / 7      | 1       |
|                         | Coligação Democrática Unitária | 2 447  | 21,69 / 100,00  | 5,41  | 2 / 7      | 1       |
|                         | Partido Renovador Democrático  | 1 081  | 9,58 / 100,00   | 11,85 | 0 / 7      | 2       |
| Votos Inválidos         | Votos Inválidos                | 427    | 3,78 / 100,00   | 1,12  |            |         |
| Total                   | Total                          | 11 284 | 100,00 / 100,00 |       | 7 / 7      |         |
| Eleitorado/Participação | Eleitorado/Participação        | 18 269 | 61,77 / 100,00  | 0,69  |            |         |

### Chamusca
| Partido                 | Partido                        | Votos  | %               | +/-   | Vereadores | +/- |
| ----------------------- | ------------------------------ | ------ | --------------- | ----- | ---------- | --- |
|                         | Coligação Democrática Unitária | 3 285  | 51,22 / 100,00  | 15,01 | 4 / 7      | 1   |
|                         | Partido Socialista             | 1 578  | 24,61 / 100,00  | 8,38  | 2 / 7      | 1   |
|                         | Partido Social Democrata       | 812    | 12,66 / 100,00  | -     | 1 / 7      | -   |
|                         | Centro Democrático Social      | 466    | 7,27 / 100,00   | 5,91  | 0 / 7      | 1   |
| Votos Inválidos         | Votos Inválidos                | 272    | 4,24 / 100,00   | 0,12  |            |     |
| Total                   | Total                          | 6 413  | 100,00 / 100,00 |       | 7 / 7      |     |
| Eleitorado/Participação | Eleitorado/Participação        | 10 667 | 60,12 / 100,00  | 6,80  |            |     |

### Constância
| Partido                 | Partido                        | Votos | %               | +/-   | Vereadores | +/- |
| ----------------------- | ------------------------------ | ----- | --------------- | ----- | ---------- | --- |
|                         | Coligação Democrática Unitária | 1 521 | 64,45 / 100,00  | 25,35 | 4 / 5      | 2   |
|                         | Partido Social Democrata       | 415   | 17,58 / 100,00  | 12,80 | 1 / 5      | 1   |
|                         | Partido Socialista             | 352   | 14,92 / 100,00  | 6,88  | 0 / 5      | 1   |
| Votos Inválidos         | Votos Inválidos                | 72    | 3,05 / 100,00   | 0,40  |            |     |
| Total                   | Total                          | 2 360 | 100,00 / 100,00 |       | 5 / 5      |     |
| Eleitorado/Participação | Eleitorado/Participação        | 3 231 | 73,04 / 100,00  | 2,98  |            |     |

### Coruche
| Partido                 | Partido                        | Votos  | %               | +/-   | Vereadores | +/-     |
| ----------------------- | ------------------------------ | ------ | --------------- | ----- | ---------- | ------- |
|                         | Coligação Democrática Unitária | 5 275  | 42,98 / 100,00  | 11,43 | 3 / 7      | 1       |
|                         | Partido Socialista             | 3 450  | 28,11 / 100,00  | -     | 2 / 7      | -       |
|                         | Partido Social Democrata       | 3 027  | 24,67 / 100,00  | 4,07  | 2 / 7      | Estável |
| Votos Inválidos         | Votos Inválidos                | 520    | 4,24 / 100,00   | 0,40  |            |         |
| Total                   | Total                          | 12 272 | 100,00 / 100,00 |       | 7 / 7      |         |
| Eleitorado/Participação | Eleitorado/Participação        | 21 288 | 57,65 / 100,00  | 6,56  |            |         |

### Entroncamento
| Partido                 | Partido                        | Votos  | %               | +/-   | Vereadores | +/-     |
| ----------------------- | ------------------------------ | ------ | --------------- | ----- | ---------- | ------- |
|                         | Partido Socialista             | 3 378  | 48,77 / 100,00  | 12,70 | 4 / 7      | 1       |
|                         | Partido Social Democrata       | 1 615  | 23,32 / 100,00  | 5,17  | 2 / 7      | 1       |
|                         | Coligação Democrática Unitária | 1 177  | 16,99 / 100,00  | 4,62  | 1 / 7      | Estável |
|                         | Partido Renovador Democrático  | 214    | 3,09 / 100,00   | 20,53 | 0 / 7      | 2       |
|                         | Centro Democrático Social      | 165    | 2,38 / 100,00   | 4,23  | 0 / 7      | Estável |
|                         | União Democrática Popular      | 108    | 1,56 / 100,00   | 0,52  | 0 / 7      | Estável |
| Votos Inválidos         | Votos Inválidos                | 269    | 3,88 / 100,00   | 1,74  |            |         |
| Total                   | Total                          | 6 926  | 100,00 / 100,00 |       | 7 / 7      |         |
| Eleitorado/Participação | Eleitorado/Participação        | 11 349 | 61,03 / 100,00  | 3,31  |            |         |

### Ferreira do Zêzere
| Partido                 | Partido                        | Votos | %               | +/-   | Vereadores | +/-     |
| ----------------------- | ------------------------------ | ----- | --------------- | ----- | ---------- | ------- |
|                         | Partido Social Democrata       | 3 021 | 53,26 / 100,00  | 19,22 | 3 / 5      | 2       |
|                         | Partido Socialista             | 1 046 | 18,44 / 100,00  | 11,71 | 1 / 5      | 1       |
|                         | Centro Democrático Social      | 1 035 | 18,25 / 100,00  | 9,35  | 1 / 5      | 1       |
|                         | Partido Renovador Democrático  | 188   | 3,31 / 100,00   | 1,32  | 0 / 5      | Estável |
|                         | Coligação Democrática Unitária | 138   | 2,43 / 100,00   | 0,47  | 0 / 5      | Estável |
| Votos Inválidos         | Votos Inválidos                | 244   | 4,30 / 100,00   | 0,08  |            |         |
| Total                   | Total                          | 5 672 | 100,00 / 100,00 |       | 5 / 5      |         |
| Eleitorado/Participação | Eleitorado/Participação        | 9 266 | 61,21 / 100,00  | 1,49  |            |         |

### Golegã
| Partido                 | Partido                        | Votos | %               | +/-   | Vereadores | +/- |
| ----------------------- | ------------------------------ | ----- | --------------- | ----- | ---------- | --- |
|                         | Coligação Democrática Unitária | 1 835 | 53,75 / 100,00  | 26,18 | 3 / 5      | 2   |
|                         | Partido Social Democrata       | 803   | 23,52 / 100,00  | -     | 1 / 5      | -   |
|                         | Partido Socialista             | 646   | 18,92 / 100,00  | 31,17 | 1 / 5      | 2   |
| Votos Inválidos         | Votos Inválidos                | 130   | 3,81 / 100,00   | 0,25  |            |     |
| Total                   | Total                          | 3 414 | 100,00 / 100,00 |       | 5 / 5      |     |
| Eleitorado/Participação | Eleitorado/Participação        | 4 804 | 71,07 / 100,00  | 3,97  |            |     |

### Mação
| Partido                 | Partido                        | Votos | %               | +/-   | Vereadores | +/-     |
| ----------------------- | ------------------------------ | ----- | --------------- | ----- | ---------- | ------- |
|                         | Partido Social Democrata       | 3 555 | 52,41 / 100,00  | 18,68 | 3 / 5      | 3       |
|                         | Centro Democrático Social      | 1 589 | 23,43 / 100,00  | -     | 1 / 5      | -       |
|                         | Partido Socialista             | 960   | 14,15 / 100,00  | 4,06  | 1 / 5      | Estável |
|                         | Coligação Democrática Unitária | 317   | 4,67 / 100,00   | 0,83  | 0 / 5      | Estável |
| Votos Inválidos         | Votos Inválidos                | 362   | 5,34 / 100,00   | 0,14  |            |         |
| Total                   | Total                          | 6 783 | 100,00 / 100,00 |       | 5 / 5      | 2       |
| Eleitorado/Participação | Eleitorado/Participação        | 9 974 | 68,01 / 100,00  | 2,42  |            |         |

### Ourém
| Partido                 | Partido                        | Votos  | %               | +/-   | Vereadores | +/-     |
| ----------------------- | ------------------------------ | ------ | --------------- | ----- | ---------- | ------- |
|                         | Partido Social Democrata       | 11 964 | 55,82 / 100,00  | 16,19 | 4 / 7      | 1       |
|                         | Centro Democrático Social      | 5 838  | 27,24 / 100,00  | 10,23 | 2 / 7      | 1       |
|                         | Partido Socialista             | 2 606  | 12,16 / 100,00  | 3,67  | 1 / 7      | 1       |
|                         | Coligação Democrática Unitária | 355    | 1,66 / 100,00   | 2,31  | 0 / 7      | Estável |
| Votos Inválidos         | Votos Inválidos                | 672    | 3,13 / 100,00   | 1,26  |            |         |
| Total                   | Total                          | 21 435 | 100,00 / 100,00 |       | 7 / 7      |         |
| Eleitorado/Participação | Eleitorado/Participação        | 34 535 | 62,07 / 100,00  | 0,49  |            |         |

### Rio Maior
| Partido                 | Partido                        | Votos  | %               | +/-   | Vereadores | +/-     |
| ----------------------- | ------------------------------ | ------ | --------------- | ----- | ---------- | ------- |
|                         | Partido Socialista             | 7 562  | 61,06 / 100,00  | 13,35 | 5 / 7      | 1       |
|                         | Partido Social Democrata       | 4 235  | 34,19 / 100,00  | 13,32 | 2 / 7      | 1       |
|                         | Coligação Democrática Unitária | 292    | 2,36 / 100,00   | 0,13  | 0 / 7      | Estável |
| Votos Inválidos         | Votos Inválidos                | 296    | 2,39 / 100,00   | 0,10  |            |         |
| Total                   | Total                          | 12 385 | 100,00 / 100,00 |       | 7 / 7      |         |
| Eleitorado/Participação | Eleitorado/Participação        | 16 848 | 73,51 / 100,00  | 4,45  |            |         |

### Salvaterra de Magos
| Partido                 | Partido                        | Votos  | %               | +/-  | Vereadores | +/- |
| ----------------------- | ------------------------------ | ------ | --------------- | ---- | ---------- | --- |
|                         | Partido Socialista             | 4 733  | 50,44 / 100,00  | 5,05 | 4 / 7      | 1   |
|                         | Coligação Democrática Unitária | 2 513  | 26,78 / 100,00  | 8,58 | 2 / 7      | 1   |
|                         | Partido Social Democrata       | 1 773  | 18,90 / 100,00  | 8,81 | 1 / 7      | 1   |
| Votos Inválidos         | Votos Inválidos                | 364    | 3,88 / 100,00   | 0,81 |            |     |
| Total                   | Total                          | 9 383  | 100,00 / 100,00 |      | 7 / 7      |     |
| Eleitorado/Participação | Eleitorado/Participação        | 15 492 | 60,57 / 100,00  | 1,64 |            |     |

### Santarém
| Partido                 | Partido                        | Votos  | %               | +/-  | Vereadores | +/-     |
| ----------------------- | ------------------------------ | ------ | --------------- | ---- | ---------- | ------- |
|                         | Partido Socialista             | 12 868 | 39,32 / 100,00  | 0,26 | 4 / 9      | Estável |
|                         | Partido Social Democrata       | 11 551 | 35,29 / 100,00  | 8,36 | 4 / 9      | 1       |
|                         | Coligação Democrática Unitária | 4 582  | 14,00 / 100,00  | 1,35 | 1 / 9      | Estável |
|                         | Partido Renovador Democrático  | 1 266  | 3,87 / 100,00   | 6,77 | 0 / 9      | 1       |
|                         | Centro Democrático Social      | 864    | 2,64 / 100,00   | 2,54 | 0 / 9      | Estável |
|                         | União Democrática Popular      | 215    | 0,66 / 100,00   | -    | 0 / 9      | -       |
| Votos Inválidos         | Votos Inválidos                | 1 382  | 4,22 / 100,00   | 1,38 |            |         |
| Total                   | Total                          | 32 728 | 100,00 / 100,00 |      | 9 / 9      |         |
| Eleitorado/Participação | Eleitorado/Participação        | 53 271 | 61,44 / 100,00  | 3,05 |            |         |

### Sardoal
| Partido                 | Partido                        | Votos | %               | +/-   | Vereadores | +/-     |
| ----------------------- | ------------------------------ | ----- | --------------- | ----- | ---------- | ------- |
|                         | Partido Socialista             | 1 723 | 58,09 / 100,00  | 6,81  | 3 / 5      | 1       |
|                         | Partido Social Democrata       | 1 039 | 35,03 / 100,00  | 16,62 | 2 / 5      | 1       |
|                         | Coligação Democrática Unitária | 76    | 2,56 / 100,00   | 0,21  | 0 / 5      | Estável |
| Votos Inválidos         | Votos Inválidos                | 128   | 4,32 / 100,00   | 0,45  |            |         |
| Total                   | Total                          | 2 966 | 100,00 / 100,00 |       | 5 / 5      |         |
| Eleitorado/Participação | Eleitorado/Participação        | 3 931 | 75,45 / 100,00  | 0,08  |            |         |

### Tomar
| Partido                 | Partido                        | Votos  | %               | +/-   | Vereadores | +/-     |
| ----------------------- | ------------------------------ | ------ | --------------- | ----- | ---------- | ------- |
|                         | Partido Socialista             | 9 180  | 38,00 / 100,00  | 17,91 | 3 / 7      | 2       |
|                         | Partido Social Democrata       | 6 106  | 25,27 / 100,00  | 8,03  | 2 / 7      | 1       |
|                         | Centro Democrático Social      | 4 732  | 19,59 / 100,00  | 0,16  | 1 / 7      | Estável |
|                         | Coligação Democrática Unitária | 2 992  | 12,38 / 100,00  | 0,09  | 1 / 7      | Estável |
| Votos Inválidos         | Votos Inválidos                | 1 151  | 4,76 / 100,00   | 0,41  |            |         |
| Total                   | Total                          | 24 161 | 100,00 / 100,00 |       | 7 / 7      |         |
| Eleitorado/Participação | Eleitorado/Participação        | 38 943 | 62,04 / 100,00  | 0,89  |            |         |

### Torres Novas
| Partido                 | Partido                        | Votos  | %               | +/-   | Vereadores | +/-     |
| ----------------------- | ------------------------------ | ------ | --------------- | ----- | ---------- | ------- |
|                         | Partido Social Democrata       | 6 922  | 36,60 / 100,00  | 0,06  | 3 / 7      | Estável |
|                         | Partido Socialista             | 6 577  | 34,78 / 100,00  | 11,52 | 3 / 7      | 1       |
|                         | Coligação Democrática Unitária | 2 912  | 15,40 / 100,00  | 4,06  | 1 / 7      | 1       |
|                         | Partido Renovador Democrático  | 833    | 4,40 / 100,00   | 4,00  | 0 / 7      | Estável |
|                         | Centro Democrático Social      | 703    | 3,72 / 100,00   | 3,55  | 0 / 7      | Estável |
| Votos Inválidos         | Votos Inválidos                | 964    | 5,10 / 100,00   | 1,16  |            |         |
| Total                   | Total                          | 18 911 | 100,00 / 100,00 |       | 7 / 7      |         |
| Eleitorado/Participação | Eleitorado/Participação        | 31 427 | 60,17 / 100,00  | 0,16  |            |         |

### Vila Nova da Barquinha
| Partido                 | Partido                        | Votos | %               | +/-   | Vereadores | +/-     |
| ----------------------- | ------------------------------ | ----- | --------------- | ----- | ---------- | ------- |
|                         | Partido Socialista             | 1 825 | 42,53 / 100,00  | 22,89 | 3 / 5      | 2       |
|                         | Partido Social Democrata       | 1 688 | 39,34 / 100,00  | 6,26  | 2 / 5      | 1       |
|                         | Coligação Democrática Unitária | 390   | 9,09 / 100,00   | 1,23  | 0 / 5      | Estável |
|                         | Partido Renovador Democrático  | 192   | 4,47 / 100,00   | 13,54 | 0 / 5      | 1       |
| Votos Inválidos         | Votos Inválidos                | 196   | 4,56 / 100,00   | 1,40  |            |         |
| Total                   | Total                          | 4 291 | 100,00 / 100,00 |       | 5 / 5      |         |
| Eleitorado/Participação | Eleitorado/Participação        | 6 512 | 65,89 / 100,00  | 0,45  |            |         |